# いて座ミュー星
いて座μ星（いてざミューせい）は、いて座の4等星。南斗六星の柄の端に位置する。

## 概要
五重星で、そのうち4つの恒星は実際に連星系を成している。いて座OB1アソシエーションの一員と推測されており、その場合太陽系からの距離はおよそ3,600光年となる。主星Aaは青色超巨星で、半径約2auの軌道を周る青色巨星の伴星Abが周期的に掩蔽することによって光度が変化するアルゴル型変光星である。B星は29,000au、C星は44,000au、E星は87,000au離れた軌道を回っているが、四重星系は重力的に不安定なため、いずれは1個か2個か弾き出されるものと考えられている。

## 名称
μ Sagittarii、略称μ Sgr。五重星のそれぞれの恒星には、ワシントン重星カタログで使われ、国際天文学連合 (IAU) が承認した規則に沿って、いて座μ星A、B、C、D、E、そしてA星系の2つの恒星にはAa、Abと符号が振られている。
固有名のPolisはコプト語で「仔馬」を意味する言葉に由来しており、2017年9月5日、IAUの恒星の命名に関するワーキンググループ (Working Group on Star Names, WGSN) は、Polis をいて座μ星Aaの固有名として正式に承認した。